# Europäisches Jugendwerk
Das Europäische Jugendwerk (EJW) – englisch European Youth Foundation (EYF), französisch Fonds Européen pour la Jeunesse (FEJ) – ist eine Stiftung des Europarats, die den Jugendaustausch innerhalb Europas und aktive Jugendbeteiligung unterstützt. Es wurde 1972 gemeinsam mit dem Europäischen Jugendzentrum Straßburg zur Umsetzung der Jugendpolitik des Europarates gegründet. Es hat seinen Sitz in Straßburg und wird mit einem Jahresbudget von circa 3,5 Mio. Euro ausgestattet.
Das Jugendwerk unterstützt und fördert die Projekte von Jugendorganisationen und Nichtregierungsorganisationen in Europa. Seit 1972 haben mehr als 350.000 junge Menschen im Alter zwischen 15 und 30 Jahren von Aktivitäten, die mit EYF-Geldern umgesetzt worden sind, profitiert. Es sind rund 950 Organisationen aus den 50 Mitgliedsstaaten des Europäischen Kulturabkommens als Partner registriert.
Die verschiedenen Projekte müssen einen Bezug zu den Werten und Zielen des Europarates aufweisen. Seit der Gründung 1972 haben mehr als 300.000 Jugendliche (im Alter zwischen 15 und 30 Jahren) an Projekten teilgenommen.
Im Programming Committee on Youth (CPJ) werden die Entscheidungen über die Förderschwerpunkte und -anträge paritätisch von Vertretern der Regierungen der Mitgliedsstaaten und von jungen Menschen selbst, die im Advisory Council on Youth (AC) organisiert sind und von dort für das Programming Committee entsendet werden, getroffen.